# Neptis nalanda
Neptis nalanda är en fjärilsart som beskrevs av Hans Fruhstorfer 1908. Neptis nalanda ingår i släktet Neptis och familjen praktfjärilar. Inga underarter finns listade i Catalogue of Life.